# プシェミスワフ・プワヘタ
プシェミスワフ・プワヘタ (Przemysław Płacheta ([pʂɛˈmɨswaf pwaˈxɛta]、1998年3月23日 - ) は、ポーランド・ウォヴィチ出身のサッカー選手。EFLチャンピオンシップ・スウォンジー・シティAFC所属。ポーランド代表。ポジションはFW、MF。

## 来歴

### クラブ
ポーランド国内の複数クラブでのプレーを経て、2015年にRBライプツィヒのアカデミーに入団。トップチームの非公式戦に出場することはあったが、正式にトップチームに昇格することはできなかった。
2017年、3. リーガのSGゾネンホフ・グロースアスパッハでプロデビュー。その後、母が病に倒れたことでポーランドに帰国し、MKPポゴニ・シェドルツェでプレーした。
2018年7月、IリガのTSポドベスキジェ・ビェルスコ＝ビャワに移籍。
2019年7月、移籍金約30万ズウォティでシロンスク・ヴロツワフに移籍。
2020年7月、ノリッジ・シティFCに移籍、4年契約を結んだ。移籍金はシロンスク・ヴロツワフのクラブレコードとなる推定300万ユーロが支払われた。
2022年7月、バーミンガム・シティFCにレンタル移籍。
2024年2月1日、スウォンジー・シティAFCに移籍した。

### 代表
年代別ポーランド代表では、2019年にイタリアで開催されたUEFA U-21欧州選手権に出場した。
2020年11月、ウクライナ代表とのフレンドリーマッチでフル代表初出場。